# Метт Кук
Меттью Девід Кук (англ. Matthew David Cooke; 7 вересня 1978, м. Бельвіль, Канада) — канадський хокеїст, лівий нападник. 
Виступав за «Вінздор Спітфайєрс» (ОХЛ), «Кінгстон Фронтенакс» (ОХЛ), «Ванкувер Канакс», «Сірак'юс Кранч» (АХЛ), «Вашингтон Кепіталс», «Піттсбург Пінгвінс», «Міннесота Вайлд»
В чемпіонатах НХЛ — 1046 матчів (167+231), у турнірах Кубка Стенлі — 110 матчів (13+25).
У складі національної збірної Канади учасник чемпіонату світу 2004 (9 матчів, 2+2). У складі молодіжної збірної Канади учасник чемпіонату світу 1998.
Досягнення
- Володар Кубка Стенлі (2009)
- Чемпіон світу (2004).